# Triclistus nigripes
Triclistus nigripes är en stekelart som beskrevs av Setsuya Momoi och Kusigemati 1970. Triclistus nigripes ingår i släktet Triclistus och familjen brokparasitsteklar. Inga underarter finns listade i Catalogue of Life.